# Жумисши (Казигуртський район)
Жумисши́ (каз. Жұмысшы) — село у складі Казигуртського району Туркестанської області Казахстану. Входить до складу Карабауського сільського округу.
У радянські часи село називалось Жумисти.
Населення — 1035 осіб (2021; 1018 у 2009, 550 у 1999, 762 у 1989).